# 심슨 직선

심슨 직선

기하학에서 심슨 직선(영어: Simson line)은 삼각형의 외접원 위의 점을 지나는 각 변의 수선의 발을 지나는 직선이다.

## 정의
삼각형 {\displaystyle ABC} 및 같은 평면 위의 점 {\displaystyle P}가 주어졌다고 하자. {\displaystyle P}를 지나는 변 {\displaystyle BC}, {\displaystyle CA}, {\displaystyle AB}의 수선의 발을 {\displaystyle D}, {\displaystyle E}, {\displaystyle F}라고 하자. 그렇다면 다음 두 조건이 서로 동치이다.:41, §2.5, Theorem 2.51
- {\displaystyle D}, {\displaystyle E}, {\displaystyle F}는 한 직선 위의 점이다.
- {\displaystyle P}는 삼각형 {\displaystyle ABC}의 외접원 위의 점이다.

만약 {\displaystyle P}가 삼각형 {\displaystyle ABC}의 외접원 위의 점이라면, {\displaystyle D}, {\displaystyle E}, {\displaystyle F}를 지나는 직선을 삼각형 {\displaystyle ABC}에 대한 점 {\displaystyle P}의 심슨 직선이라고 한다. 만약 {\displaystyle P}가 삼각형 {\displaystyle ABC}의 외접원 위의 점이 아니라면, 삼각형 {\displaystyle DEF}를 삼각형 {\displaystyle ABC}에 대한 점 {\displaystyle P}의 수족 삼각형이라고 한다.
증명:
점 {\displaystyle P}가 외접원 위의 점이라고 가정하자. 꼭짓점 {\displaystyle A}를 지나는 외접원의 지름을 {\displaystyle AA'}이라고 하자. 편의상 {\displaystyle P}가 호 {\displaystyle BA'} 위의 점이라고 가정하자. 그렇다면 {\displaystyle D}, {\displaystyle E}는 선분 {\displaystyle BC}, {\displaystyle CA} 위의 점이며 {\displaystyle F}는 선분 {\displaystyle AB}의 연장선 위의 점이다. 또한 {\displaystyle PD}, {\displaystyle PE}, {\displaystyle PF}가 {\displaystyle BC}, {\displaystyle AC}, {\displaystyle AB}의 수선이므로 사각형 {\displaystyle AEPF}, {\displaystyle BDPF}, {\displaystyle CEDP}는 내접 사각형이며, {\displaystyle P}가 외접원 위의 점이므로 사각형 {\displaystyle ABPE} 역시 내접 사각형이다. 따라서
{\displaystyle {\begin{aligned}\angle BDF&=\angle BPF\\&=\angle EPF-\angle BPE\\&=180^{\circ }-\angle A-\angle BPE\\&=\angle BPC-\angle BPE\\&=\angle CPE\\&=\angle CDE\end{aligned}}}
이다. 즉, {\displaystyle D}, {\displaystyle E}, {\displaystyle F}는 한 직선 위의 점이다.
반대로 {\displaystyle D}, {\displaystyle E}, {\displaystyle F}가 한 직선 위의 점이라고 가정하자. 그렇다면 {\displaystyle P}는 삼각형의 한 꼭짓점에서의 내각의 내부에 속하며, 대변에 대하여 그 꼭짓점의 반대쪽에 있다. 편의상 {\displaystyle P}가 내각 {\displaystyle \angle A}의 내부에 속하며 대변 {\displaystyle BC}에 대하여 {\displaystyle A}의 반대쪽에 있다고 하자. 그렇다면 사각형 {\displaystyle CEDP}, {\displaystyle BDPF}는 내접 사각형이므로
{\displaystyle \angle CPE=\angle CDE=\angle BDF=\angle BPF}
이다. 사각형 {\displaystyle AEPF} 역시 내접 사각형이므로
{\displaystyle \angle BPC=\angle BPE+\angle CPE=\angle BPE+\angle BPF=\angle EPF=180^{\circ }-A}
가 성립한다. 따라서 사각형 {\displaystyle ABPC} 역시 내접 사각형이며, {\displaystyle P}는 삼각형 {\displaystyle ABC}의 외접원 위의 점이다.

## 성질
삼각형 {\displaystyle ABC}에 대한 외접원 위의 두 점 {\displaystyle P}, {\displaystyle Q}의 심슨 직선 사이의 각의 크기는 외접원의 호 {\displaystyle PQ}의 중심각의 크기의 1/2과 같다.:44, §2.7, Theorem 2.71
증명:
점 {\displaystyle P}를 지나는 변 {\displaystyle BC}, {\displaystyle AC}, {\displaystyle AB}의 수선의 발을 {\displaystyle D}, {\displaystyle E}, {\displaystyle F}라고 하고, 직선 {\displaystyle PD}와 외접원의 다른 한 교점을 {\displaystyle P'}이라고 하자. 그렇다면 {\displaystyle AP'}와 심슨 직선이 평행하는 것을 보이는 것으로 충분하다. 점 {\displaystyle B}를 지나는 외접원의 지름을 {\displaystyle BB'}이라고 하고, 편의상 {\displaystyle P}가 호 {\displaystyle AB'} 위의 점이라고 하자 (그 밖의 경우의 증명은 유사하다). 그렇다면 사각형 {\displaystyle APCP'}, {\displaystyle PCDE}는 내접 사각형이므로
{\displaystyle \angle PP'A=\angle PCE=\angle PDE}
이다. 따라서 {\displaystyle AP'}와 심슨 직선 {\displaystyle DE}는 평행한다.
삼각형 {\displaystyle ABC}에 대한 외접원 위의 두 대척점 {\displaystyle P}, {\displaystyle Q}의 심슨 직선은 서로 수직이며, 구점원 위의 점에서 만난다.:45, §2.7, Exercise 1
삼각형 {\displaystyle ABC}에 대한 외접원 위의 점 {\displaystyle P}의 심슨 직선은 {\displaystyle P}와 수심 {\displaystyle H} 사이의 선분 {\displaystyle PH}를 이등분하며, 이 이등분점은 심슨 직선과 삼각형 {\displaystyle ABC}의 구점원의 한 교점이다.:47, §5.3

### 포락선

슈타이너 하이포사이클로이드

주어진 삼각형에 대한 심슨 직선들의 족의 포락선은 델토이드 곡선이며, 이를 슈타이너 하이포사이클로이드(영어: Steiner’s hypocycloid)라고 한다.:44, §2.7

## 같이 보기
- 수족 삼각형